# Lewis Bowen
Lewis Bowen (1972) é um matemático estadunidense, especialista em sistemas dinâmicos.
Foi palestrante convidado do Congresso Internacional de Matemáticos no Rio de Janeiro (2018: A brief introduction to sofic entropy theory).

## Prêmios e distinções
Recebeu o Prêmio Michael Brin em Sistemas Dinâmicos de 2017.

## Publicações
- Dynamical systems and group actions